# Christian Gottlieb Konopack

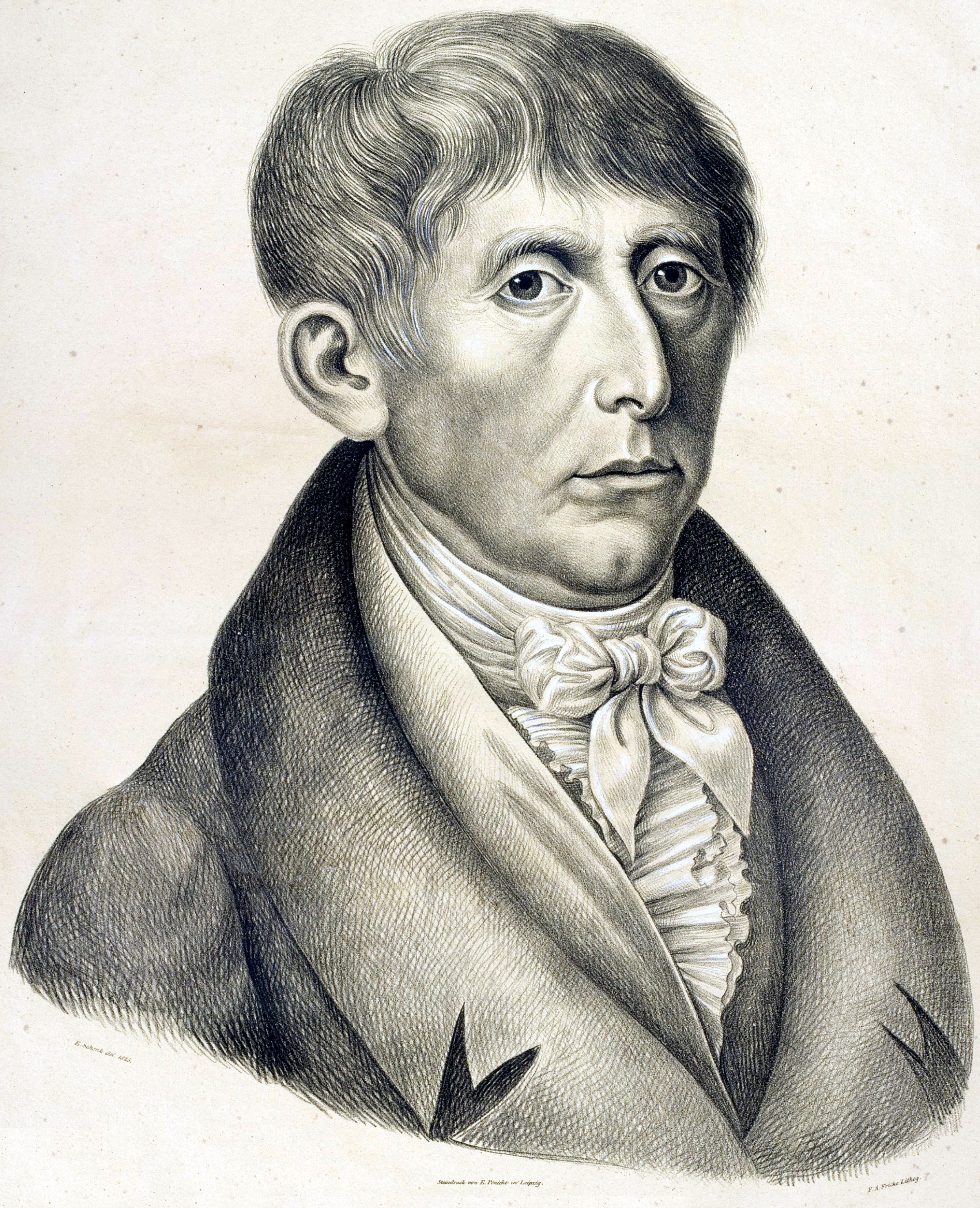
Christian Gottlieb Konopack

Christian Gottlieb Konopack auch: Konopak (* 7. November 1767 in Danzig; † 3. April 1841 in Jena) war ein deutscher Rechtswissenschaftler.

## Leben
Christian Gottlieb war Sohn des Kaufmanns in Danzig Constantin Gottlieb Konopack und dessen Frau Florentina Constantia Bulcke, Witwe des Abraham von Cölln. Anfänglich besuchte er die Bartholomäischule in Danzig, welche unter der Leitung des Rektors Daniel Gottfried Hündeberg stand. Sein Wissen entwickelte er später unter der Leitung des Rektors Johann Erdmann Kladt an der Danziger Johannisschule weiter und besuchte ab dem 9. September 1783 das akademische Gymnasium in Danzig. Im März 1790 begann er an der Universität Halle ein Studium der Rechte. Nachdem er am 5. April 1797 seine Inauguralarbeit verteidigt hatte, wurde er zum Doktor der Rechte promoviert. Danach habilitierte er sich in Halle, arbeite als Privatdozent, wurde außerordentlicher Beisitzer der Juristenfakultät. Daneben arbeitete er als Lehrer der Mathematik und Physik am königlichen Pädagogium in Halle.
1802 wurde er außerordentlicher Professor der Rechtswissenschaften und 1804 ordentlicher Professor derselben Fachrichtung. 1807 wechselte er als ordentlicher Professor der Rechte an die Universität Rostock, wurde 1811 dort Konsistorialrat und 1814 Universitätssyndikus der Bildungseinrichtung. In Rostock beteiligte er sich im Sommersemester 1810 als Rektor der Hochschule auch an den organisatorischen Aufgaben des Instituts. 1817 wechselte er als Professor der Rechte an die Universität Jena, womit verbunden er Beisitzer des Oberappellationsgerichts und Schöppenstuhls wurde. Später war er einige Male Dekan der Juristenfakultät und im Sommersemester 1819 Rektor der Alma. Ab 1800 beteiligte sich Konopak an der Herausgabe der Zeitschrift Archiv des Criminalrechts und 1817 des Nachfolgejournals Neues Archiv des Criminalrechts.

## Werke (Auswahl)
- Diss. inaug. De Juribus Ex Laesione Oriundis, Ad Juris Naturae Principia Dijudicatis. Halle 1797
- Ueber den Begriff und Zweck einer Encyklopädie im Allgemeinen, und der Encyklopädie der Rechtswissenschaften insbesondere. Halle 1800 (Online), 1806
- Ueber Herrn Feuerbachs Begründung eines Strafrechts für den Staat. Halle 1804
- Die Instituten des Römischen Rechts, als Grundlage zu Vorlesungen darüber. Halle 1807 (Online), Jena 1824 (Online)
- Progr. Ueber den allgemeinen und besondern Gehülfen zu einem Verbrechen : Einladungsschrift zur Feier des Weihnachtsfestes ; Rostock den 25sten December 1810. Rostock 1810
- Beytrag zur Lehre von der Berechnung der Falcidischen Quart. Rostock 1811, 2. Bde.
- Diss. De duobus fragmentis ad servitutem oneris ferendi spectantibus. Jena 1822
- Progr. Disseritur de duobus fragmentis ad servitutem oneris ferendi spectantibus. Jena 1822 (Dekanatsprogramm zur Promotion von Paul Theodor Theophil Pemöller (* 1796-) und Gustav Asverus (1798–1843))
- Progr. Inest brevis observatio ad doctrinam iuridico-mathematicam de interusurio spectans. Jena 1826 (Dekanatsprogramm zur Promotion von Johann Wilhelm Georg von Viebahn (1802–1871))

Gab heraus
- Johann Christian Edlen von Quistorps, weil. des heil. Römischen Reichs Ritters, Königl. Schwed. Ober-Appellations-Raths etc. Grundsätze des deutschen Peinlichen Rechts. Leipzig-Rostock-Schwerin, 1812, 6. Aufl., 2. Bd. (Online)